# Вознесение Девы Марии (картина Тициана)
«Вознесение Девы Марии», или «Ассунта» (лат. Assumptio Beatæ Mariæ Virginis, от лат. assumere — брать, принимать, итал. Assunta — Вознесённая; вариант перевода: «Взятие Пресвятой Девы Марии в небесную славу») — картина Тициана, написанная в 1516—1518 годах и общепризнанная в качестве одной из вершин Высокого Возрождения. Это самая большая (6,90 Х 3,60 м) алтарная картина в Венеции и самая большая работа Тициана. Написана маслом по дереву (из склеенных вместе нескольких досок). Находится в главном алтаре базилики Санта-Мария-Глорьоза-дей-Фрари (где был захоронен сам Тициан).

## Иконография
В католической иконографии ренессансного и постренессансного искусства в отличие от православной (византийской и древнерусской) традиции не изображают (за исключением особых случаев) взятие души Девы Марии в виде спелёнутого Младенца Иисусом Христом у Её смертного одра.
Католическая традиция выделяет особо не Успение, а «Вознесение Девы Марии с душой и телом» и последовавшее затем Её коронование. Согласно канону, Дева Мария вознеслась «сама в телесном обличии» («Взятие Пресвятой Девы Марии в небесную Славу»). Догмат был окончательно сформулирован 1 ноября 1950 года в апостольской конституции Munificentissimus Deus (№ 44) папой Пием XII: «Дева Мария, завершив круг Своей земной жизни, была телом и душой вознесена на небо» (Munificentissimus Deus, № 44).
Детали этого важного события, которые использовали живописцы, содержатся в многочисленных апокрифах. Однажды, во время посещения Голгофы, Марии явился архангел Гавриил и сообщил о скором «переселении в жизнь небесную» (так называемое «Предсмертное Благовещение»). Мария отправилась в Гефсиманский сад, и к Ней чудесным образом, по воздуху «со всех концов земли» прибыли апостолы. Это произошло в 45 г. н. э., через 12 лет после Распятия. Одна из версий латинского апокрифа «Переход Марии» (лат. «Transitus Mariae») содержит дополнительные подробности, связанные с вознесением Божией Матери. В нём упоминается, что в погребении Марии не участвовал апостол Фома. Он опоздал, был перенесён в Иерусалим из Индии, и утверждал, что тела Богородицы нет во гробе. Когда апостолы открыли гробницу, чтобы он мог убедиться в погребении Божией Матери, тела Богородицы там действительно не оказалось. Тогда Фома рассказал, что ему было явлено, как Дева Мария возносится на небо, и просил, чтобы Она дала ему Своё благословение. Тогда Богородица сбросила ему Свой пояс, которым была опоясана.
В византийском искусстве тип изображения Девы Марии, стоящей или сидящей на троне с воздетыми к небу руками (Оранта) известен с VIII в. и восходит к позднеантичному и раннехристианскому образу «Адоранта» (Молящего). Историки искусства отмечают, что образы «Вознесения Девы» складывались постепенно под влиянием иконографии Вознесения Христа.
В истории западноевропейского изобразительного искусства художники чаще изображали не Успение, и не Вознесение, а последующую торжественную сцену «Коронование Богоматери», например Перуджино (Алтарь Сан-Франческо-аль-Монте, 1504) и Рафаэль Санти (Алтарь Одди, 1502—1504). Так, Рафаэль изобразил в нижней части композиции пустую гробницу с расцветшими лилиями, вокруг которой стоят апостолы, включая Фому Неверующего, а в верхнем регистре, на облаках — сам Христос коронует Деву Марию, в окружении славящих Её ангелов.

## Композиция
Тициан создал новаторскую композицию, смело совместив несколько иконографических традиций. В вертикальном формате он выделил три уровня: внизу показаны восторженно жестикулирующие апостолы, выше Дева Мария с воздетыми руками в позе Оранты, на облаках, влекомая херувимами и ангелами, похожими на путти, а выше сам Бог Отец готов принять душу Марии. Картина пронизана бурным движением, будто Тициан стремился в ней преодолеть традиции венецианских алтарных картин предыдущего периода. «Мария не всплывает, а буквально уносится вверх. Это соответствует догмату физического принятия Марии на небеса. Это движение вверх видно также по направлению рук жестикулирующих апостолов».
Тициан учитывал масштаб и характер пространства нефа и апсиды церкви. Подчёркивая перспективу снизу вверх, он не случайно выбрал сильно вытянутый формат, а в цветовом решении, безусловно, учитывал свет, льющийся из окон по обе стороны алтаря. Золотой фон картины считают данью уважения традициям венецианской мозаики, поскольку Тициан в юности начинал своё обучение в качестве художника-мозаичиста.
Композицию Тициана считают «рубежной», отражающей важный поворот в мировоззрении человека эпохи Возрождения. Это произведение, в частности, интерпретируется как отделение искусства живописи от власти церкви и знаменует в истории искусства начало эпохи «Великих алтарей» (Аltari grandi). В искусстве Северного Возрождения подобные композиции именовали нем. Himmelfahrt — «Вознесение», или нем. Erhöhung — «Возвышение». Впервые в истории искусства религиозная картина стала не только «моленным образом», но и эстетически выразительной. Главными стали физическая красота и динамика телесного Вознесения Богоматери. Тем самым был создан новый тип живого, «подвижного главного алтаря», который должен был характеризовать всю последующую эпоху барокко, и ему было суждено найти множество преемников, включая Корреджо и Питера Пауля Рубенса.

## История создания картины
Тема Ассунты имела особенно важное значение в истории францисканской церкви Санта-Мария-Глорьоза-дей-Фрари. Первый камень церкви был заложен в праздник Успения Пресвятой Богородицы (15 августа) 1250 года.
Тициан получил заказ на алтарную картину в 1516 году от приора фра Джермано да Казале из церкви Санта-Мария-Глорьоза-дей-Фрари. В то время Тициан был единственным из венецианских живописцев, кто мог заполнить картиной столь обширное пространство апсиды. Богатый мраморный каркас для картины по согласованию с живописцем был создан мастером Лоренцо Бреньо. Известно также, что герцог Феррары жаловался на слишком долгое время, которое потребовалось для написания алтаря.
Картина была завершена 19 мая 1518 года, ровно через два года после получения заказа. «Вознесение Марии» было первым крупным заказом Тициана в Венеции, где он вскоре стал ведущим художником. Нарушившая традицию взволнованная поза Девы Марии, отчаянно жестикулирующие апостолы, новые краски — всё это произвело впечатление на современников и обеспечило Тициану последующую славу. Однако историк Ридольфини сообщал, что братья ордена и сам приор фра Джермано да Казале несколько раз посещали Тициана, когда он работал в монастыре, и критиковали художника: мол, Тициан изображает апостолов слишком большими по отношению к Мадонне. Поэтому и по многим другим причинам они отказывались принять картину, а Тициан и сам захотел бросить работу. По некоторым сведениям, посланник императора Карла V, узнав о недовольстве францисканцев, немедленно изъявил желание оплатить работу с условием, чтобы её оставили в неприкосновенности. Тогда монахи согласились на картину (в 1530 году Тициан был представлен императору Карлу V, который стал его самым могущественным покровителем, а художник был назначен придворным живописцем).
После захвата Венеции австрийскими войсками, в 1816 году картина была изъята из церкви и помещена в Галерею Академии, которая создавалась при наполеоновском правлении с 1797 года и в помещения которой свозили произведения искусства из закрытых монастырей и храмов. Однако, по словам Теодора Хетцера, шедевр Тициана был выставлен неудачно. Картине не хватало света. За это время была проведена реставрация художником Латтанцио Керена. В 1919 году картину вернули на старое место в церковь Фрари. Реставрация 1974 года подтвердила отличное состояние картины.
- Церковь Санта-Мария-Глорьоза-дей-Фрари. Вид из нефа на главный алтарь
- Тициан. Ассунта. 1516—1518. Дерево, масло. Церковь Санта-Мария-Глорьоза-дей-Фрари, Венеция
- Рафаэль Санти. Коронование Девы (Алтарь Одди). 1502—1504. Холст, темпера (переведена с дерева). Ватикан, Пинакотека
- П. П. Рубенс. Вознесение Девы Марии. 1626. Дерево, масло. Либфрауенкирхе, Антверпен
- С. Риччи. Вознесение Марии. 1733. Холст, масло. Карлскирхе, Вена
- Рафаэль Санти. Преображение. 1518—1520. Дерево, масло. Ватикан, Пинакотека
- Дж. Борсато. Ассунта Тициана в Галерее Академии. 1822. Холст, масло. Международная галерея современного искусства, Венеция

## Восприятие и интерпретации картины
Тициановская «Ассунта» видна сразу же при входе в церковь, в перспективе нефа, но вначале неясны её размеры и истинное величие: они раскрываются по мере продвижения входящего. «Входная арка преграды служит как бы обрамлением видной в глубине алтарной картины, и её полуциркульное очертание повторяется закруглённой верхней частью композиции… Туманное, мерцающее неверным светом пространство церкви над нею усиливает ощущение бесконечности, в которую уносится Мария… Можно представить себе, как велика была сила воздействия этого образа на верующих, готовых в едином порыве с тициановскими апостолами воздеть руки к возносящейся Богоматери».
На церемонии открытия картины после реставрации в 1822 году скульптор Антонио Канова назвал её величайшей картиной в мире. Рассматривая картину, хранившуюся в Академии, молодой Оскар Уайльд заметил, что «Вознесение» является «безусловно лучшей картиной в Италии». По словам британского историка искусства Николаса Пенни, эта «картина Тициана больше всего повлияла» на Тинторетто, который несколько лет спустя работал в мастерской Тициана.
Итальянский литератор XVI века и теоретик искусства Лодовико Дольче писал: «В этом алтаре определённо есть величие (grandezza) и грозность (terribilità) Микеланджело, доброта и изящество (venustà) Рафаэля и настоящие краски природы (colori della natura)». Л. Дольче назвал картину «первым произведением общественного искусства» (prima opera pubblica).
Картину Тициана часто сравнивают с «Преображением» Рафаэля (Пинакотека Ватикана), период создания которого (1518—1520) примерно совпадает с годами работы Тициана над «Вознесением». Выдающийся историк искусства венской школы Макс Дворжак в своих лекциях привёл подробный композиционный анализ картины: 

 «Могло бы показаться необычным, что у художника-венецианца ландшафт, который в тематически родственном произведении Рафаэля (в „Преображении“) ещё играет столь серьёзную роль, совершенно отсутствует — здесь вообще нет никакого указания на место действия, за исключением лишь узкой полоски земли под ногами у персонажей. Здесь нет свободного распределения фигур в пространстве — они словно бы теснятся на неглубоком отрезке у переднего плана. И всё же их пространственное воздействие велико; достигается это преимущественно композиционными средствами. Здесь следовало изобразить Вознесение Мадонны, и этой задаче подчинено всё… Этому объединению способствуют три момента. Во-первых, духовный момент: душевное волнение и возбуждение, охватившее всех земных участников этой неземной сцены. Во-вторых, формальный: фигуры задуманы так, что они выражают единый порыв… В-третьих, — тень, окутывающая группу персонажей внизу и создающая резкий контраст по отношению к светлой зоне в верхней половине картины. Мадонна не изображена летящей в буквальном смысле этого слова: её поднимает вверх облако… Оттенки красок соответствуют композиции: густые и насыщенные внизу, они становятся всё более светлыми и лёгкими вверху, пока не превращаются в чистый золотой фон в верхней части изображения. Таким образом, картина, помещённая высоко над главным алтарём церкви, представляет собой мощный аккорд, единое доминирующее завершение, некий sursum, который с неумолимой силой вовлекает зрителя в непроизвольное сопереживание чудесного события… При этом, однако, общее впечатление обусловлено не типизированным усугублением пластических и тектонических, материальных и духовных основополагающих сил, как у Микеланджело, и не ритмичной конфигурацией прекрасных тел и благозвучных линий, некой ритмикой, как у Рафаэля, — замысел формальной структуры здесь таков, что он в состоянии непосредственно служить выражению субъективного чувственного переживания. Благодаря этому произведение в целом приобретает необыкновенную жизненность. Чудо превращается в чувственно осязаемую сцену»
.
Британский историк искусства Джон Стир, напротив, подчёркивал историческое значение сходных черт произведений Рафаэля и Тициана: «Обе картины выполнены в величественной манере: героические по масштабу и замыслу. Словарь энергичных движений и крупных жестов передает образы нравственно возвышенных лиц, вовлечённых в великие события… Оба произведения имеют то внутреннее равновесие и органическое единство частей, которое делает Высокое Возрождение нормативным периодом в истории европейского искусства».
С. Дж. Фридбург писал, что по сравнению с «Преображением» Рафаэля, которое «указывает путь, ведущий за пределы классического стиля, к ещё большей интеллектуальной абстракции и сложности маньеризма», Тициан «указывает на возможность барокко; но эта возможность Тицианом, естественно, не была реализована».
Б. Р. Виппер также отмечал, что «Ассунта» Тициана демонстрирует «черты нового понимания действительности… смелость и новизну замысла».
Существует множество копий картины Тициана: в Галерее Академии во Флоренции, в соборе Эстергома, церкви Св. Терезы в Тарбе (Франция), костёле Вознесения Марии в Кошице (Словакия), в других храмах и музеях. В 1535 году Тициан создал новую, менее удачную, версию композиции «Ассунта» для городского собора Вероны.

## Детали первой «Ассунты» и вторая версия картины
- «Мадонна Вознесённая»
- Голова Мадонны
- Бог Отец, Саваоф
- Апостол Павел
- Тициан. Вознесение Богоматери. 1535. Верона, Кафедральный собор